# Johann Heinrich Schäfer
Pour les articles homonymes, voir Schäfer.
Johan Heinrich Schäfer (né le 29 octobre 1868 à Berlin, mort le 6 avril 1957 à Hessisch Lichtenau) est un égyptologue allemand.

## Biographie
Heinrich Schäfer a fait ses études à Berlin, obtenant le baccalauréat en 1887. Durant sa scolarité, il visite les collections du musée égyptien de Berlin et il décide d'approfondir, en autodidacte, ses connaissances égyptologiques. Ensuite, il étudie la philologie classique et l'égyptologie à Berlin avec le professeur Adolf Erman.
D'octobre 1898 à mars 1899, il participe à la fouille du sanctuaire de soleil à Abousir. Puis, il entreprend un voyage jusqu'à la deuxième cataracte d'octobre 1899 à avril 1901. De juin 1908 à avril 1909, il participe à l'expédition de l'Académie de Berlin en vue du sauvetage des reliefs et des inscriptions du temple de Philæ et de Nubie, menacés par la montée des eaux du premier barrage d'Assouan.